# Adherencja (ochrona zdrowia)
Przestrzeganie zaleceń terapeutycznych (synonim anglojęzycznych terminów compliance i adherence) – w medycynie, w szerszym znaczeniu, oznacza stopień, do jakiego zachowanie pacjenta (w zakresie przyjmowania leków, przestrzegania diety i dokonywania zmian w stylu życia) jest zgodne z zaleceniami medycznymi. W znaczeniu węższym, odnosi się do zgodnego z zaleceniami stosowania odpowiedniej dawki i czasu przyjęcia leków. Przeciwieństwo przestrzegania zaleceń terapeutycznych określane jest jako non-compliance.
Często powodzenie farmakoterapii w bezpośredni sposób zależne jest od skrupulatnego przestrzegania zażywania leków. Szczególnie ważne jest to w przypadku schorzeń przewlekłych, takich jak nadciśnienie tętnicze i cukrzyca, w których leki trzeba zażywać codziennie i bezterminowo. Oprócz właściwego pobierania leków istotne znaczenie ma także nie przerywanie terapii, czyli trwanie przy zapisanej terapii. Ten cel terapii określany jest anglojęzycznym zwrotem persistence. 
Do nieprzestrzegania zaleceń terapeutycznych mogą przyczyniać się:
- złożoność terapii
- duża częstość przyjmowania leków w ciągu doby
- wysokie koszty leczenia
- wystąpienie objawów niepożądanych
- brak przekonania o znaczeniu terapii[1]

Według definicji zaproponowanej przez Johna Urquharta, oznacza "stopień, do jakiego historia przyjmowania przez pacjenta leków jest zgodna z zaleconym schematem leczenia".